# Danh sách hoàng hậu giai đoạn Nam-Bắc triều (Trung Quốc)
Hoàng hậu (chữ Hán: 皇后, tiếng Anh: Empress) là một tước hiệu hoàng tộc thời phong kiến, được phong cho vợ chính (chính cung, chính thê, nguyên phối) của nhà vua xưng Hoàng đế, do Hoàng đế sắc phong. Vương hậu là tước hiệu được phong cho vợ chính (chính cung, chính thê, nguyên phối) của nhà vua xưng Vương (Đại vương, Quốc vương), đôi khi một số người được Hoàng đế phong Vương tước (thường là người trong Hoàng tộc hay anh em trai của Hoàng đế) thì vợ chính của họ được gọi là Vương phi.
Tuy nhiên, ngày nay nhiều người hay hiểu Hoàng hậu theo nghĩa là vợ chính của nhà vua nói chung, cả Quốc vương lẫn Hoàng đế, điều này có thể gây ra một số nhầm lẫn.
Giai đoạn Nam-Bắc triều là một giai đoạn đầy loạn lạc trong lịch sử Trung Quốc. Các triều đại thay đổi liên miên, binh đao hỗn loạn. Đi cùng với đó là sự biến loạn chốn cung đình. Dưới đây là danh sách các vị Hoàng hậu trong giai đoạn này, những bậc mẫu nghi thiên hạ đã song hành cùng với một giai đoạn đầy hỗn loạn của lịch sử.

## Nam triều

### Lưu Tống
| Hoàng đế                        |   | Phối ngẫu            | Tên thật          | Chức vị | Thời gian tại vị     | Ghi chú |
| Hiếu Mục Đế Lưu Kiều (truy tôn) | 1 | Hiếu Mục Hoàng hậu   | Triệu An Tông     | Chính thê | Thụy phong           | Sinh mẫu của Tống Vũ Đế Lưu Dụ. |
| Hiếu Mục Đế Lưu Kiều (truy tôn) | 2 | Hiếu Ý Hoàng hậu     | Tiêu Văn Thọ      | Kế thất Hoàng thái hậu Thái hoàng thái hậu                                                                                | Thụy phong           | Là kế thất của Hiếu Mục Đế Lưu Kiều, tấn phong Hoàng thái hậu dưới thời Tống Vũ Đế Lưu Dụ và Thái hoàng thái hậu dưới thời Tống Thiếu Đế Lưu Nghĩa Phù. Sinh mẫu của: - Trường Sa Cảnh vương Lưu Đạo Liên - Lâm Xuyên Liệt Vũ Vương Lưu Đạo Quy |
| Tống Vũ Đế Lưu Dụ               | 1 | Vũ Kính Hoàng hậu    | Tang Ái Thân      | Chính thất | Thụy phong           | Sinh mẫu của Cối Kê Tuyên trưởng công chúa Lưu Hưng Đệ. |
| Tống Vũ Đế Lưu Dụ               | 2 |                      | Trương Khuyết     | Thiếp Phu nhân Hoàng thái hậu Doanh Dương Vương Thái phi                                                                  |                      | Vì con trai bà bị phế nên bà không có thụy hiệu. Sinh mẫu của: - Tống Thiếu Đế Lưu Nghĩa Phù - Nghĩa Hưng Cung Trưởng công chúa Lưu Huệ Viện |
| Tống Vũ Đế Lưu Dụ               | 3 | Văn Chương Hoàng hậu | Hồ Đạo An         | Tỳ thiếp | Thụy phong           | Sinh mẫu của Tống Văn Đế Lưu Nghĩa Long. Khi Tống Văn Đế Lưu Nghĩa Long được 3 tuổi thì bà bị Tống Vũ Đế Lưu Dụ xử tử. Sau được truy phong làm Tiệp dư, sau đó thụy phong làm Văn Chương Hoàng thái hậu.                                        |
| Tống Thiếu Đế Lưu Nghĩa Phù     |   | Hoàng hậu            | Tư Mã Mậu Anh     | Hải Diêm công chúa (Đông Tấn) Tống vương Thái tử phi Thái tử phi Hoàng hậu Doanh Dương vương phi Nam Phong vương thái phi | 422 – 424            | Là Hải Diêm công chúa nhà Đông Tấn (con gái Tấn Cung Đế Tư Mã Đức Văn). |
| Tống Văn Đế Lưu Nghĩa Long      | 1 | Nguyên Hoàng hậu     | Viên Tề Quy       | Nghi Đô vương phi Hoàng hậu                                                                                               | 424 - 440            | Sinh mẫu của: - Nguyên Hung Lưu Thiệu - Đông Dương Hiến công chúa Lưu Anh Nga |
| Tống Văn Đế Lưu Nghĩa Long      | 2 |                      | Thẩm Dung Cơ      | Mỹ nhân Tiệp dư | Thụy phong           | Sinh mẫu của Tống Minh Đế Lưu Úc. Được phong thụy là Minh Tuyên hoàng thái hậu |
| Tống Văn Đế Lưu Nghĩa Long      | 3 |                      | Lộ Huệ Nam        | Thục viện Hoàng thái hậu Thái hoàng thái hậu                                                                              | Thụy phong           | Sinh mẫu của Tống Hiếu Vũ Đế Lưu Tuấn. Được phong thụy là Hiếu Vũ Chiêu hoàng thái hậu |
| Nguyên Hung Lưu Thiệu           |   | Hoàng hậu            | Ân Ngọc Anh       | Thái tử phi Hoàng hậu | 453                  | Bị xử tử cùng với các con. |
| Tống Hiếu Vũ Đế Lưu Tuấn        | 1 | Văn Mục Hoàng hậu    | Vương Hiến Nguyên | Vũ Lăng vương phi Hoàng hậu Hoàng thái hậu                                                                                | 454-464              | Là Hoàng hậu của Tống Hiếu Vũ Đế Lưu Tuấn, sinh mẫu của Tống Tiền Phế Đế Lưu Tử Nghiệp. |
| Tống Hiếu Vũ Đế Lưu Tuấn        | 2 |                      | Trần thục viện    | Thục viện Tấn An Vương Thái phi Hoàng thái hậu                                                                            |                      | Sinh mẫu của Tấn An Vương Lưu Tử Huân. |
| Tống Tiền Phế Đế Lưu Tử Nghiệp  | 1 | Hiến Hoàng hậu       | Hà Lệnh Uyển      | Thái tử phi | Thụy phong           | Sinh mẫu của Dự Chương Khang Trưởng công chúa Lưu Hân Nam. |
| Tống Tiền Phế Đế Lưu Tử Nghiệp  | 2 | Lộ Hoàng hậu         | Lộ thị            | Kế thất Hoàng hậu | 465 (khoảng 16 ngày) | Cháu gái của Lộ Thái hoàng thái hậu |
| Tống Minh Đế Lưu Úc             |   | Minh Cung Hoàng hậu  | Vương Trinh Phong | Hoài Dương vương phi Tương Đông vương phi Hoàng hậu Hoàng thái hậu Nhữ Âm vương thái phi                                  | 465 - 472            | Sinh mẫu của: - Tấn Lăng Trưởng công chúa Lưu Bá Tự - Kiến An Trưởng công chúa Lưu Bá Viện |
| Tống Hậu Phế Đế Lưu Dục         |   | Hoàng hậu            | Giang Giản Khuê   | Thái tử phi Hoàng hậu Thương Ngô vương phi                                                                                | 472 - 477            | |
| Tống Thuận Đế Lưu Chuẩn         |   | Hoàng hậu            | Tạ Phạm Cảnh      | Hoàng hậu Nhữ Âm vương phi                                                                                                | 478 - 479            | |

### Nam Tề
| Hoàng đế                          |   | Phối ngẫu            | Tên thật                           | Chức vị                                                                          | Thời gian tại vị     | Ghi chú |
| Tuyên Đế Tiêu Thừa Chi (truy tôn) | 1 | Tuyên Hiếu Hoàng hậu | Trần Đạo Chính (hoặc Trần Đạo Chỉ) | Chính thất                                                                       | Thụy phong           | Sinh mẫu của Nam Tề Cao Đế Tiêu Đạo Thành. |
| Tuyên Đế Tiêu Thừa Chi (truy tôn) | 2 |                      | Vương thị                          | Thiếp thất                                                                       | Thụy phong           | Được phong thụy là Cung thái hậu |
| Cao Đế Tiêu Đạo Thành             |   | Cao Chiêu Hoàng hậu  | Lưu Trí Dung                       | Chính thất                                                                       | Thụy phong           | Sinh mẫu của: - Nam Tề Vũ Đế Tiêu Trách - Dự Chương Hiến vương Tiêu Nghi. |
| Vũ Đế Tiêu Trách                  |   | Vũ Mục Hoàng hậu     | Bùi Huệ Chiêu                      | Chính thất Tề thế tử phi (Lưu Tống) Thái tử phi Mục phi                          | Thụy phong           | Sinh mẫu của: - Thái tử Tiêu Trường Mậu được truy tôn Nam Tề Văn Đế. - Cánh Lăng Văn Tuyên vương Tiêu Tử Lương.                                                                                   |
| Văn Đế Tiêu Trường Mậu (truy tôn) |   | Văn An Hoàng hậu     | Vương Bảo Minh                     | Chính thất Nam Quận vương phi Thái tử phi Hoàng thái tôn Thái phi Hoàng thái hậu | Thụy phong           | Phu quân bà là Hoàng thái tử nhưng lại qua đời trước cả phụ hoàng và chưa từng làm Hoàng đế. Bà được con trai là Tiền Phế Đế tôn làm Hoàng thái hậu và qua đời với thụy hiệu là Văn An Hoàng hậu. |
| Tiền Phế Đế Tiêu Chiêu Nghiệp     |   | Hoàng hậu            | Hà Tịnh Anh                        | Nam quận vương phi Hoàng thái tôn phi Hoàng hậu Uất Lâm vương phi                | 493 – 494            | |
| Hậu Phế Đế Tiêu Chiêu Văn         |   | Hoàng hậu            | Vương Thiều Minh                   | Lâm Nhữ công phu nhân Tân An vương phi Hoàng hậu Hải Lăng vương phi              | 494 (khoảng 3 tháng) | |
| Minh Đế Tiêu Loan                 |   | Minh Kính Hoàng hậu  | Lưu Huệ Đoan                       | Tây Xương hầu phu nhân                                                           | Thụy phong           | Năm 494, thụy phong làm Tuyên Thành vương phi, khi Nam Tề Minh Đế lên ngôi, thụy phong Minh Kính hoàng hậu. Sinh mẫu của Đông Hôn Hầu Tiêu Bảo Quyển.                                             |
| Đông Hôn Hầu Tiêu Bảo Quyển       |   | Hoàng hậu            | Trữ Lệnh Cừ                        | Thái tử phi Hoàng hậu Thứ dân                                                    | 498-501              | |
| Hòa Đế Tiêu Bảo Dung              |   | Hoàng hậu            | Vương Thuấn Hoa                    | Tùy quận vương phi Nam Khang vương phi Hoàng hậu Ba Lăng vương phi               | 501-502              | Nam Tề kết thúc. |

### Nhà Lương
| Hoàng đế                                  |   | Phối ngẫu        | Tên thật          | Chức vị                                                                         | Thời gian tại vị          | Ghi chú |
| Lương Văn Đế Tiêu Thuận Chi (truy tôn)    |   | Hiến Hoàng hậu   | Trương Thượng Nhu | Chính thất Hoàng thái hậu                                                       | Thụy phong                | Sinh mẫu của Lương Vũ Đế Tiêu Diễn. |
| Lương Vũ Đế Tiêu Diễn                     | 1 | Đức Hoàng hậu    | Si Huy            | Chính thất                                                                      | Thụy phong                | Là con gái của Si Diệp và Tầm Dương công chúa. Bà qua đời trước khi Lương Vũ Đế đăng cơ. Việc bà qua đời đóng một vai trò trong việc hình thành các bản văn sám hối của Lương Vũ Đế, một bản văn quan trọng của Phật giáo Trung Quốc. |
| Lương Vũ Đế Tiêu Diễn                     | 2 |                  | Đinh Lệnh Quang   | Trắc thất Quý tần                                                               | Thụy phong                | Sau khi mất được truy tôn là Mục Thái hậu. Sinh mẫu của: - Hoàng thái tử Tiêu Thống khi mất thụy là Chiêu Minh hoàng đế - Lương Giản Văn Đế Tiêu Cương                                                                                |
| Lương Vũ Đế Tiêu Diễn                     | 3 |                  | Nguyễn Lệnh Doanh | Tu dung                                                                         |                           | Trước đó từng được giá cấp cho Nam Tề Thủy vương Tiêu Diêu Quang và Đông Hôn hầu Tiêu Bảo Quyển. Được truy tôn là Văn Tuyên thái hậu. Sinh mẫu của Lương Nguyên Đế Tiêu Dịch.                                                         |
| Lương Giản Văn Đế Tiêu Cương              |   | Giản Hoàng hậu   | Vương Linh Tân    | Tấn An Vương phi Thái tử phi                                                    | Thụy phong                | Sinh mẫu của: - Ai Thái tử Tiêu Đại Khí - Nam Quận vương Tiêu Đại Liên - Trường Sơn công chúa Tiêu Diệu Hoành |
| Lương Chiêu Minh Đế Tiêu Thống (truy tôn) | 1 | Kính Hoàng hậu   | Thái thị          | Chính thất Thái tử phi                                                          | Thụy phong                | Sinh mẫu của Lương An Đế Tiêu Hoan. |
| Lương Chiêu Minh Đế Tiêu Thống (truy tôn) | 2 |                  | Cung thị          | Bảo lâm (thiếp thất) Hoàng thái hậu Thái hoàng thái hậu                         |                           | Sinh mẫu của Tây Lương Tuyên Đế Tiêu Sát. |
| Dự Chương Vương Tiêu Đống                 |   | Trương Hoàng hậu | Trương thị        | Dự Chương vương phi Hoàng hậu Hoài Âm vương phi                                 | 551 (khoảng 2 tháng rưỡi) | |
| Lương Nguyên Đế Tiêu Dịch                 | 1 |                  | Từ Chiêu Bội      | Chính thất Tương Đông vương phi                                                 |                           | Chính thất của Lương Nguyên Đế Tiêu Dịch lúc chưa đăng cơ, bị phế và tự sát năm 549. Sinh mẫu của: - Tương Đông Vũ Liệt thế tử Tiêu Phương Đẳng - Ích Xương công chúa Tiêu Hàm Trinh                                                  |
| Lương Nguyên Đế Tiêu Dịch                 | 2 |                  | Hạ Vương Phong    | Thiếp thất Quý phi Tấn An Vương Thái phi Hoàng Thái hậu Giang Âm Vương thái phi |                           | Là phi tần của Lương Nguyên Đế Tiêu Dịch. Sinh mẫu của Lương Kính Đế Tiêu Phương Trí. Được truy phong là Kính Hoàng thái hậu. |
| Lương Kính Đế Tiêu Phương Trí             |   | Vương Hoàng hậu  | Vương thị         | Tấn An vương phi Hoàng hậu Giang Âm vương phi                                   | 555-557                   | Chị gái của Vương Thiếu Cơ (Hoàng hậu của Trần Phế Đế Trần Bá Tông). Nhà Lương diệt vong, Hậu Lương tiếp nối. |

#### Hậu Lương
| Hoàng đế                |  | Phối ngẫu            | Tên thật   | Chức vị                                       | Thời gian tại vị | Ghi chú                                                                          |
| Lương Tuyên Đế Tiêu Sát |  | Tuyên Tĩnh Hoàng hậu | Vương thị  | Nhạc Dương vương phi Hoàng hậu Hoàng thái hậu | 555–562          |                                                                                  |
| Lương Minh Đế Tiêu Khuy |  | Hoàng hậu            | Trương thị | Hoàng hậu                                     |                  | Con gái bà là Dạng Mẫn Hoàng hậu của Tùy Dạng Đế. Nhà Lương diệt vong hoàn toàn. |

### Nhà Trần
| Hoàng đế                   |   | Phối ngẫu       | Tên thật       | Chức vị                                                                         | Thời gian tại vị | Ghi chú |
| Trần Vũ Đế Trần Bá Tiên    | 1 | Chiêu Hoàng hậu | Tiền thị       | Chính thất                                                                      | Thụy phong       | |
| Trần Vũ Đế Trần Bá Tiên    | 2 | Tuyên Hoàng hậu | Chương Yêu Nhi | Kế thất Hoàng hậu Hoàng thái hậu Thái hoàng thái hậu                            | 557-559          | Là Hoàng hậu của Trần Vũ Đế Trần Bá Tiên, Hoàng thái hậu dưới thời Trần Văn Đế Trần Thiến và Thái hoàng thái hậu dưới thời Trần Phế Đế Trần Bá Tông. |
| Trần Văn Đế Trần Thiến     |   | Hoàng hậu       | Thẩm Diệu Dung | Chính thất Lâm Xuyên vương phi Hoàng hậu Hoàng thái hậu Hoàng tẩu Văn hoàng hậu | 559 – 566        | Sinh mẫu của: - Trần Phế Đế Trần Bá Tông - Thủy Hưng vương Trần Bá Mậu.                                                                              |
| Trần Phế Đế Trần Bá Tông   |   | Hoàng hậu       | Vương Thiếu Cơ | Hoàng thái tử phi Hoàng hậu Lâm Hải vương phi                                   | 566 - 568        | Sinh mẫu của Thái tử Trần Chí Trạch. |
| Trần Tuyên Đế Trần Húc     |   | Hoàng hậu       | Liễu Kính Ngôn | Chính thất An Thành vương phi Hoàng hậu Hoàng thái hậu                          | 568 - 582        | Là con gái của Trường Thành công chúa Tiêu Ngọc Hạ (công chúa của Lương Vũ Đế Tiêu Diễn). Sinh mẫu của Trần Hậu Chủ Trần Thúc Bảo.                   |
| Trần Hậu Chủ Trần Thúc Bảo |   | Hoàng hậu       | Thẩm Vụ Hoa    | Thái tử phi Hoàng hậu                                                           | 582 - 589        | Con gái của Cối Kê Mục công chúa (công chúa của Trần Vũ Đế. Nhà Trần kết thúc.                                                                       |

## Bắc triều

### Bắc Ngụy
| Hoàng đế                              |   | Phối ngẫu                    | Tên thật        | Chức vị                                                       | Thời gian tại vị      | Ghi chú |
| Hiến Minh Đế Thác Bạt Thật (truy tôn) |   | Hiến Minh Hoàng hậu          | Hạ thị          | Chính thất Hoàng thái hậu                                     | Thụy phong            | Sinh mẫu của Đạo Vũ Đế Thác Bạt Khuê, sau gả cho em chồng là Tần vương Thác Bạt Hàn, sinh mẫu của Tần vương Thác Bạt Cô. |
| Đạo Vũ Đế Thác Bạt Khuê               | 1 | Đạo Vũ Hoàng hậu             | Mộ Dung thị     | Hoàng hậu                                                     | 400 - ?               | Con gái Huệ Mẫn Đế Mộ Dung Bảo. |
| Đạo Vũ Đế Thác Bạt Khuê               | 2 | Tuyên Mục Hoàng hậu          | Lưu thị         | Quý nhân                                                      | Thụy phong            | Bị giết theo chế độ tử quý mẫu tử trong hậu cung Bắc Nguỵ. Sinh mẫu của: - Hoa Âm công chúa - Minh Nguyên Đế Thác Bạt Tự. |
| Minh Nguyên Đế Thác Bạt Tự            | 1 | Chiêu Ai Hoàng hậu           | Diêu thị        | Phu nhân                                                      | Thụy phong            | Là Tây Bình Trưởng công chúa của Hậu Tần, con gái Văn Hoàn Đế Diêu Hưng. |
| Minh Nguyên Đế Thác Bạt Tự            | 2 | Minh Nguyên Mật Hoàng Hậu    | Đỗ thị          | Trắc thất                                                     | Thụy phong            | Sinh Thái Vũ Đế Thác Bạt Đảo, được truy phong thụy hiệu Mật Hoàng hậu. |
| Thái Vũ Đế Thác Bạt Đảo               | 1 | Thái Vũ Hoàng hậu            | Hách Liên thị   | Quý nhân Hoàng hậu Hoàng thái hậu Thái hoàng thái hậu         | 432 - tháng 2 năm 452 | Con gái của Hạ Vũ Liệt Đế Hách Liên Bột Bột. |
| Thái Vũ Đế Thác Bạt Đảo               | 2 | Kính Ai Hoàng hậu            | Hạ thị          | Phu nhân                                                      | Thụy phong            | Sinh mẫu của Cảnh Mục Đế Thác Bạt Hoảng. |
| Thái Vũ Đế Thác Bạt Đảo               | 3 | Thái Vũ Huệ Hoàng Hậu        | Đậu thị         | Tội phạm gia chúc Cung nữ Nhũ mẫu Bảo thái hậu Hoàng thái hậu | Thụy phong            | Là trường hợp cực kỳ đặc biệt trong lịch sử, được phong Hoàng thái hậu dù không phải là nguyên phối của Tiên đế và cũng không phải là sinh mẫu của Hoàng đế. Được phong thụy là Huệ thái hậu. |
| Cảnh Mục Đế Thác Bạt Hoảng (truy tôn) | 1 | Cảnh Mục Chiêu Hoàng Hậu     | Thường thị      | Cung nữ Nhũ mẫu Bảo thái hậu Hoàng thái hậu                   | Thụy phong            | Là trường hợp cực kỳ đặc biệt trong lịch sử, được phong Hoàng thái hậu dù không phải là nguyên phối của Tiên đế và cũng không phải là sinh mẫu của Hoàng đế. Được phong thụy hiệu là Chiêu thái hậu. |
| Cảnh Mục Đế Thác Bạt Hoảng (truy tôn) | 2 | Cảnh Mục Cung Hoàng hậu      | Uất Cửu Lư thị  | Chính thất                                                    | Thụy phong            | Em gái Hà Đông vương Uất Cửu Lư Bì. Sinh mẫu của Văn Thành Đế Thác Bạt Tuấn. Bị giết theo chế độ tử quý mẫu tử trong hậu cung Bắc Nguỵ. |
| Văn Thành Đế Thác Bạt Tuấn            | 1 | Văn Thành Văn Minh Hoàng hậu | Phùng thị       | Quý nhân Hoàng hậu Hoàng thái hậu Thái hoàng thái hậu         | 456 - 465             | Cháu gái Chiêu Thành Đế Phùng Hoằng của triều đại Bắc Yên. Là Hoàng hậu của Văn Thành Đế Thác Bạt Tuấn, nhiếp chính dưới thời Hiến Văn Đế Thác Bạt Hoằng và Hiếu Văn Đế Thác Bạt Hoành. |
| Văn Thành Đế Thác Bạt Tuấn            | 2 | Văn Thành Nguyên Hoàng hậu   | Lý thị          | Quý nhân                                                      | Thụy phong            | Có chồng trước là Vĩnh Xương vương Thác Bạt Nhân, sinh mẫu của Hiến Văn Đế Thác Bạt Hoằng. Bị giết theo chế độ tử quý mẫu tử trong hậu cung Bắc Nguỵ. |
| Hiến Văn Đế Thác Bạt Hoằng            |   | Hiến Văn Tư Hoàng hậu        | Lý thị          | Phu nhân                                                      | Thụy phong            | Sinh mẫu của Hiếu Văn Đế Nguyên Hoành. Bị giết theo chế độ tử quý mẫu tử trong hậu cung Bắc Nguỵ. |
| Hiếu Văn Đế Nguyên Hoành              | 1 | Hoàng hậu                    | Phùng Thanh     | Quý nhân Hoàng hậu                                            | 493 - 496             | Em gái khác mẹ của Hiếu Văn U hoàng hậu Phùng Nhuận, cháu gái của Văn Thành Văn Minh hoàng hậu. Sau khi bị phế thành thứ nhân, xuất gia tại Dao Quang tự. |
| Hiếu Văn Đế Nguyên Hoành              | 2 | Hiếu Văn U Hoàng hậu         | Phùng Nhuận     | Quý nhân Ni cô Tả chiêu nghi Hoàng hậu                        | 496 - 499             | Lúc Hiếu Văn Đế lâm chung, hạ lệnh xử tử Hiếu Văn U Hoàng hậu cùng hợp táng. |
| Hiếu Văn Đế Nguyên Hoành              | 3 | Văn Chiêu Hoàng hậu          | Cao Chiếu Dung  | Quý nhân                                                      | Thụy phong            | Sinh mẫu của: - Tuyên Vũ Đế Nguyên Khác - Quảng Bình Vũ Mục vương Nguyên Hoài - Trường Lạc công chúa Nguyên Anh |
| Hiếu Văn Đế Nguyên Hoành              | 4 | Trinh Hoàng hậu              | Lâm thị         | Quý nhân                                                      | Thụy phong            | Sinh mẫu của Phế Thái tử Nguyên Tuân. Bị giết. |
| Tuyên Vũ Đế Nguyên Khác               | 1 | Tuyên Vũ Thuận Hoàng hậu     | Vu thị          | Quý nhân Hoàng hậu                                            | 501 - 507             | Sinh mẫu của Nguyên Xương. |
| Tuyên Vũ Đế Nguyên Khác               | 2 | Hoàng hậu                    | Cao Anh         | Quý tần Hoàng hậu Hoàng thái hậu                              | 507 - 515             | Sinh mẫu của Kiến Đức công chúa, bị bắt phải xuất gia vào Dao Quang tự với pháp danh Từ Nghĩa. Sau bị Tuyên Vũ Linh hoàng hậu giết. |
| Tuyên Vũ Đế Nguyên Khác               | 5 | Tuyên Vũ Linh Hoàng hậu      | Hồ thị          | Sung hoa Hoàng thái phi Hoàng thái hậu                        | Thụy phong            | Sinh mẫu của Hiếu Minh Đế Nguyên Hủ. Nhiếp chính và khởi loạn triều Bắc Ngụy. |
| Hiếu Minh Đế Nguyên Hủ                |   | Hồ Hoàng hậu                 | Hồ thị          | Hoàng hậu                                                     | ? - 528               | Cháu gái của Tuyên Vũ Linh Hoàng hậu. Sau khi Hiếu Minh Đế chết bị ép vào Dao Quang tự xuất gia. |
| Hiếu Trang Đế Nguyên Tử Du            |   | Hoàng hậu                    | Nhĩ Chu Anh Nga | Tần (Hiếu Minh Đế) Hoàng hậu Bành Thành thái phi (Đông Ngụy)  | 528 - 530             | Con gái của Nhĩ Chu Vinh và Bắc Hương công chúa. Vốn là Tần của Hiếu Minh Đế Nguyên Hủ, sau bị ép xuất gia. Sau đó trở thành Hoàng hậu của Hiếu Trang Đế. Sau khi Hiếu Trang Đế chết, lại gả cho Cao Hoan làm trắc thất. Sau này con trai Cao Hoan là Cao Dương lập nên Đông Ngụy, bà được phong làm Bành Thành thái phi. Năm 556 bị Cao Dương giết chết. |
| Trường Quảng vương Nguyên Diệp        |   | Nhĩ Chu Hoàng hậu            | Nhĩ Chu thị     | Hoàng hậu                                                     | 530 - 531             | Con gái Nhĩ Chu Triệu. Sau khi Trường Quảng vương Nguyên Diệp chết, gả cho Cao Hoan làm trắc thất, sinh mẫu của Nhiệm Thành vương Cao Triết. Sau khi Cao Hoan chết, gả cho Lư Cảnh Dương. |
| Tiết Mẫn Đế Nguyên Cung               |   | Nhĩ Chu Hoàng hậu            | Nhĩ Chu thị     | Hoàng hậu                                                     | 531 - 532             | Con gái Nhĩ Chu Triệu, cháu của Nhĩ Chu Vinh. |
| Hiếu Vũ Đế Nguyên Tu                  |   | Vĩnh Hi Hoàng hậu            | Cao thị         | Hoàng hậu                                                     | 532 - 535             | Con gái Cao Hoan. Sau khi Hiếu Vũ Đế bị giết, gả cho Bình Thành vương Nguyên Thiều. |

#### Đông Ngụy
| Hoàng đế                       |  | Phối ngẫu     | Tên thật | Chức vị                                         | Thời gian tại vị | Ghi chú                                                                                |
| Hiếu Tĩnh Đế Nguyên Thiện Kiến |  | Cao Hoàng hậu | Cao thị  | Hoàng hậu Thái Nguyên Trưởng công chúa (Bắc Tề) | 539 - 550        | Con gái Thượng trụ quốc Cao Hoan. Sau khi Đông Ngụy kết thúc thì kết hôn với Dương Âm. |

#### Tây Ngụy
| Hoàng đế              |   | Phối ngẫu           | Tên thật       | Chức vị                           | Thời gian tại vị | Ghi chú |
| Văn Đế Nguyên Bảo Cự  | 1 | Văn Hoàng hậu       | Ất Phất thị    | Chính thất Hoàng hậu Xuất gia     | 535 - 538        | Con gái Hoài Dương công chúa. Bị Văn Đế Nguyên Bảo Cự ép chết. Sinh mẫu của: - Phế đế Nguyên Khâm - Vũ Đô vương Nguyên Mậu |
| Văn Đế Nguyên Bảo Cự  | 2 | Điệu Hoàng hậu      | Uất Cửu Lư thị | Hoàng hậu                         | 538 - 540        | Là công chúa của Nhu Nhiên, phụ thân bà là Sắc Liên Đầu Binh Đậu Phạt khả hãn Uất Cửu Lư A Na Côi.                         |
| Phế Đế Nguyên Khâm    |   | Vũ Văn Hoàng hậu    | Vũ Văn thị     | Thái tử phi Hoàng hậu             | 551 – 554        | Con gái của Bắc Chu Văn Đế Vũ Văn Thái. Bị cha là Bắc Chu Văn Đế Vũ Văn Thái bức tử.                                       |
| Cung Đế Nguyên Khuếch |   | Nhược Can Hoàng hậu | Nhược Can thị  | Chính thất Tề vương phi Hoàng hậu | 554 - 557        | |

### Bắc Tề
| Hoàng đế                       |   | Phối ngẫu          | Tên thật       | Chức vị                                                                        | Thời gian tại vị | Ghi chú |
| Thần Vũ Đế Cao Hoan (truy tôn) |   | Vũ Minh Hoàng hậu  | Lâu Chiêu Quân | Chính thất Bột Hải Vương phi Hoàng thái hậu Thái hoàng thái hậu Hoàng thái hậu | Thụy phong       | Sinh mẫu của: - Văn Tương Đế Cao Trừng - Văn Tuyên Đế Cao Dương - Hiếu Chiêu Đế Cao Diễn - Cao Xước - Vũ Thành Đế Cao Đam - Cao Tể - Vĩnh Hi Hoàng hậu, Hoàng hậu của Hiếu Vũ Đế Nguyên Tu - Thái Nguyên công chúa, Hoàng hậu của Hiếu Tĩnh Đế Nguyên Thiện Kiến |
| Văn Tuyên Đế Cao Dương         |   | Lý Hoàng hậu       | Lý Tổ Nga      | Chính thất Hoàng hậu Hoàng thái hậu Chiêu Tín Hoàng hậu                        | 550 - 559        | Sinh mẫu của: - Bắc Tề Phế Đế Cao Ân - Cao Thiệu Đức |
| Hiếu Chiêu Đế Cao Diễn         |   | Nguyên Hoàng hậu   | Nguyên thị     | Trường Sơn vương phi Hoàng hậu Thuận Thành hoàng hậu                           | 559 - 561        | Sinh mẫu của Thái tử Cao Bách Niên. |
| Vũ Thành Đế Cao Đam            |   | Hồ Hoàng hậu       | Hồ thị         | Kế thất Hoàng hậu Thái thượng hoàng hậu Hoàng Thái hậu Thái hoàng thái hậu     | 561 - 568        | Sinh mẫu của: - Bắc Tề Hậu Chủ Cao Vĩ - Lang Da vương Cao Nghiễm Bắc Tề diệt, trở thành kỹ nữ. |
| Hậu Chủ Cao Vĩ                 | 1 | Hộc Luật Hoàng hậu | Hộc Luật thị   | Thái tử phi Hoàng hậu                                                          | 565 - 572        | Bị phế làm thứ nhân, sau bị bắt làm ni cô. |
| Hậu Chủ Cao Vĩ                 | 2 | Hồ Hoàng hậu       | Hồ thị         | Phu nhân Tả Chiêu nghi Tả Hoàng hậu                                            | 572 - 573        | Cháu gái Hồ Hoàng hậu của Vũ Thành Đế Cao Đam. |
| Hậu Chủ Cao Vĩ                 | 3 | Mục Hoàng hậu      | Mục Hoàng Hoa  | Hoằng Đức Phu nhân Hữu hoàng hậu Hoàng hậu                                     | 573 - 577        | Sinh mẫu của Bắc Tề Ấu Chúa Cao Hằng. Bắc Tề diệt, trở thành kỹ nữ. |

### Bắc Chu
| Hoàng đế                                |   | Phối ngẫu                  | Tên thật          | Chức vị | Thời gian tại vị   | Ghi chú |
| Bắc Chu Văn Đế Vũ Văn Thái (truy phong) | 1 | Văn Hoàng hậu              | Nguyên thị        | Chính thất | Thụy phong         | Là Phùng Dực Trưởng công chúa (em gái của Bắc Ngụy Hiếu Vũ Đế Nguyên Tu). Có chồng trước là Trương Hoan. Sinh mẫu của Bắc Chu Hiếu Mẫn Đế Vũ Văn Giác.                         |
| Bắc Chu Văn Đế Vũ Văn Thái (truy phong) | 2 | Tuyên Hoàng hậu            | Sất Nô thị        | Trắc thất Hoàng thái hậu                                                                                                   | Thụy phong         | Sinh mẫu của Bắc Chu Vũ Đế Vũ Văn Ung. |
| Bắc Chu Hiếu Mẫn Đế Vũ Văn Giác         |   | Sùng Nghĩa Hoàng hậu       | Nguyên Hồ Ma      | Chính thất Vương phi Hoàng tẩu                                                                                             | ? - ?              | Là Tấn An công chúa của Tây Ngụy (con gái Tây Ngụy Văn Đế Nguyên Bảo Cự). Sau khi Bắc Chu Hiếu Mẫn Đế Vũ Văn Giác chết, bị ép xuất gia, sau đó về cung được tôn làm Hoàng tẩu. |
| Bắc Chu Minh Đế Vũ Văn Dục              |   | Minh Kính Hoàng hậu        | Độc Cô thị        | Vương hậu Hoàng hậu (truy tôn)                                                                                             | 559                | Con gái của Độc Cô Tín.Khi sống chỉ là Vương hậu,được cải thụy dưới thời cháu ruột Đường Cao Tổ Lý Uyên.                                                                       |
| Bắc Chu Vũ Đế Vũ Văn Ung                | 1 | Vũ Thành Hoàng hậu         | A Sử Na thị       | Hoàng hậu Hoàng thái hậu Thiên Nguyên Hoàng thái hậu Thiên Nguyên Thượng Hoàng thái hậu Thái hoàng thái hậu                | Tháng 3, 568 - 582 | Là công chúa của Đột Quyết, con gái của Mộc Hãn khả hãn A Sử Na Sĩ Cân. |
| Bắc Chu Vũ Đế Vũ Văn Ung                | 2 |                            | Lý Nga Tư         | Phi tần Hoàng thái hậu Thiên Nguyên Đế Thái hậu Thiên Hoàng thái hậu Thiên Nguyên Thánh Hoàng thái hậu Thái Hoàng Thái hậu |                    | Sinh mẫu của Bắc Chu Tuyên Đế Vũ Văn Uân. Sau khi Bắc Chu diệt vong thì xuất gia làm ni cô.                                                                                    |
| Bắc Chu Tuyên Đế Vũ Văn Uân             | 1 | Thiên Nguyên Đại Hoàng hậu | Dương Lệ Hoa      | Hoàng hậu Thiên Nguyên Hoàng hậu Thiên Nguyên Đại Hoàng hậu Hoàng thái hậu Lạc Bình Công chúa                              | 578 - 580          | Là Lạc Bình công chúa (con gái Tùy Văn Đế Dương Kiên). Sinh mẫu của công chúa Vũ Văn Nga Anh. Dương Kiên lật đổ Bắc Chu lập nên Nhà Tùy.                                       |
| Bắc Chu Tuyên Đế Vũ Văn Uân             | 2 | Thiên Đại Hoàng hậu        | Chu Mãn Nguyệt    | Cung nhân Thiên Nguyên Đế hậu Thiên Hoàng hậu Thiên Đại Hoàng hậu Đế Thái hậu                                              | 578 - 580          | Sinh mẫu của Bắc Chu Tĩnh Đế Vũ Văn Diễn. Sau khi Bắc Chu diệt thì xuất gia làm ni cô.                                                                                         |
| Bắc Chu Tuyên Đế Vũ Văn Uân             | 3 | Thiên Trung Đại Hoàng hậu  | Trần Nguyệt Nghi  | Đức phi Thiên Tả Hoàng hậu Thiên Tả Đại Hoàng hậu Thiên Trung Đại Hoàng hậu                                                | 579 - 580          | Sau khi Bắc Chu Tuyên Đế Vũ Văn Uân băng hà thì xuất gia làm ni cô. |
| Bắc Chu Tuyên Đế Vũ Văn Uân             | 4 | Thiên Hữu Đại Hoàng hậu    | Nguyên Lạc Thượng | Quý phi Thiên Hữu Hoàng hậu Thiên Hữu Đại Hoàng hậu                                                                        | 579 - 580          | Sau khi Bắc Chu Tuyên Đế Vũ Văn Uân băng hà thì xuất gia làm ni cô. |
| Bắc Chu Tuyên Đế Vũ Văn Uân             | 5 | Thiên Tả Đại Hoàng hậu     | Uất Trì Sí Phồn   | Trường quý phi Thiên Tả Đại Hoàng hậu                                                                                      | 579 - 580          | Phu quân trước là Vũ Văn Ôn, bị Bắc Chu Tuyên Đế Vũ Văn Uân ép vào cung. Sau khi Bắc Chu Tuyên Đế Vũ Văn Uân băng hà thì xuất gia làm ni cô.                                   |
| Bắc Chu Tĩnh Đế Vũ Văn Diễn             |   | Hoàng hậu                  | Tư Mã Lệnh Cơ     | Hoàng hậu | Tháng 7, 579 - 581 | Bắc Chu kết thúc. |